# Municipio Bolívar (Yaracuy)
Bolívar es uno de los 14 municipios que integran el Estado Yaracuy al occidente de Venezuela.

## Historia
Históricamente, la región dependía de los ingresos generados por las minas de cobre, descubiertas en 1663. Su desarrollo fue tan significativo que en Aroa se construyó el primer ferrocarril de Venezuela, además de albergar la instalación de la primera planta eléctrica del país.
En la actualidad, su economía se basa principalmente en la agricultura, aprovechando los suelos fértiles del Valle de Aroa, donde se cultivan café, caña de azúcar, naranja y plátano. Asimismo, la extensión del valle favorece el desarrollo de la ganadería como una actividad complementaria.

## Geografía
El Municipio Bolívar posee una superficie estimada en 1087 km² y se encuentra al noroeste del Estado, su capital es la ciudad de Aroa. Se estima que para 2011 cuenta con una población de poco más de 36 701 habitantes.

## Medios de comunicación
Cuenta con una emisora de radio, La Sultana 99,3 FM y un canal de televisión abierta Bolívar TV canal 67 por UHF, ambos medios de comunicación son de tipo comunitarios.

## Política y gobierno

### Alcaldes
| Período     | Alcalde                | Partido político / Alianza | % de votos | Notas |
| ----------- | ---------------------- | -------------------------- | ---------- | --- |
| 1989 - 1992 | Ivan Mastrangelo López | COPEI                      | 44,14      | Primer alcalde bajo elecciones directas |
| 1992 - 1995 | Ivan Mastrangelo Lopez | COPEI                      | 60,14      | Reelecto |
| 1995 - 2000 | Olga Lidia Gómez       | AD                         | -          | Segunda alcaldesa bajo elecciones directas (se realizaron elecciones generales adelantadas en el 2000 debido a la aprobación de la Constitución de 1999) |
| 2000 - 2004 | Olga Lidia Gómez       | AD                         | 42,51      | Reelecta |
| 2004 - 2008 | Nicolás Rivas          | MVR                        | 58,97      | Tercer alcalde bajo elecciones directas |
| 2008 - 2013 | Nicolás Rivas          | PSUV                       | 47,98      | reelecto (se postergan elecciones municipales pautadas para finales del 2012)                                                                            |
| 2013 - 2017 | Joel Pérez             | PSUV                       | 54,60      | Tercer alcalde bajo elecciones directas |
| 2017 - 2021 | Brian Díaz             | PSUV                       | 59,51      | Cuarto alcalde bajo elecciones directas |
| 2021 - 2025 | Sol Colmenarez         | PSUV                       | 46,36      | Quinto alcalde bajo elecciones directas |

### Concejo municipal
Período 1989 - 1992
| Concejales:         | Partido político / Alianza no |
| ------------------- | ----------------------------- |
| Cruz de Thomas      | COPEI                         |
| Pedro Rodríguez     | COPEI                         |
| José Gilberto López | COPEI                         |
| Valentín Arocha     | AD                            |
| Boris Oropeza León  | AD                            |
| José Saab Abijamad  | AD                            |
| José Gómez Sánchez  | MEP                           |

Período 1992 - 1995
| Concejales:           | Partido político / Alianza |
| --------------------- | -------------------------- |
| Cruz de Thomas        | COPEI                      |
| Pedro Rodríguez       | COPEI                      |
| Pedro Cabrera         | COPEI                      |
| José Rafael Velázquez | COPEI                      |
| Oswaldo Rangel        | COPEI                      |
| Humberto Méndez       | COPEI                      |
| Carlos González       | AD                         |

Período 1995 - 2000
| Concejales:           | Partido político / Alianza |
| --------------------- | -------------------------- |
| Elido Mendoza         | AD                         |
| Joaquin Oropeza       | AD                         |
| Jabuile Tovar         | AD                         |
| Victor Julio Pomentel | COPEI                      |
| Ruperto Andazora      | COPEI                      |
| Oswaldo Rangel        | COPEI                      |
| José Gregorio Pérez   | CONVERGENCIA               |

Período 2013 - 2018:
| Concejales       | Partido político / Alianza |
| ---------------- | -------------------------- |
| Melecio Torres   | PSUV                       |
| Dey Rodríguez    | PSUV                       |
| Luis Alfaro      | PSUV                       |
| Wilmer Hernández | PSUV                       |
| Augusto Castillo | PSUV                       |
| Yris Torrealba   | PSUV                       |
| Armando Soto     | MUD                        |

Período 2018 - 2021
| Concejales          | Partido político / Alianza |
| ------------------- | -------------------------- |
| Luis Alfaro         | PSUV                       |
| Carmen Pimentel     | PSUV                       |
| Gregoria Verástegui | PSUV                       |
| Jose Mora           | PSUV                       |
| Alexander Espinoza  | PSUV                       |
| Andy Peña           | PSUV                       |
| Antonio Carache     | PSUV                       |

Período 2021 - 2025
| Concejales      | Partido político / Alianza |
| --------------- | -------------------------- |
| Narciso Jiménez | PSUV                       |
| Melecio Torres  | PSUV                       |
| Ana Aguilar     | PSUV                       |
| Luis Alfaro     | PSUV                       |
| Andy Peña       | PSUV                       |
| Eleazar Pérez   | FV                         |
| Maxgle Piñero   | FV                         |